# Grumman F11F Tiger

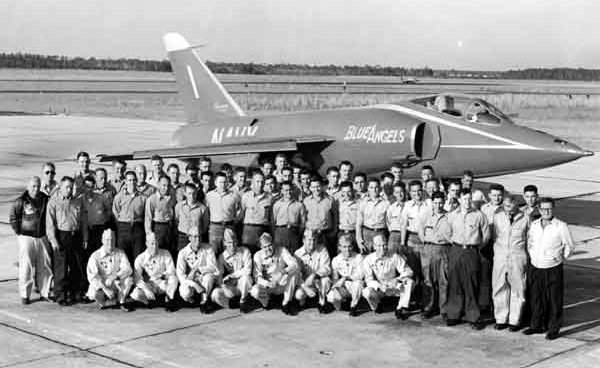
Grumman F-11 Tiger nel 1958 con il team dei Blue Angels, la pattuglia acrobatica della U.S. Navy.

Il Grumman F11F Tiger, ridenominato F-11 con le nuove designazioni, era un caccia monomotore a getto imbarcato prodotto dall'azienda statunitense Grumman Aircraft Engineering Corporation durante gli anni cinquanta.

## Storia
Fu prodotto dal 1954 al 1959, viene ricordato anche per essere stato utilizzato nelle esibizioni nella pattuglia acrobatica dei Blue Angels, in cui militò dal 1957 al 1969. Fu abilitato a decollo e atterraggio sulle portaerei fino al 1961

## Descrizione
Caratterizzato dalla fusoliera disegnata secondo la regola delle aree, per diminuire la resistenza in regime transonico, l'F-11 fu il primo caccia (moderatamente) supersonico ad entrare in servizio con la United States Navy. 

## Incidenti
L'F11F è noto anche per essere il primo caccia ad essersi abbattuto da solo. Il 21 settembre 1956, durante un test, il pilota collaudatore Tom Attridge sparò con il cannone da 20 mm mentre saliva di quota; quando interruppe la salita e cominciò a scendere di quota, venne colpito dal suo stesso colpo che stava seguendo una traiettoria balistica.

## Varianti
YF9F-9designazione originale.
F11F-1versione caccia monoposto destinata alla U.S. Navy, ridesignato F-11A nel 1962. Realizzato in 199 esemplari, gli ultimi caratterizzati da un muso allungato, più un esemplare destinato alle prove statiche. Un successivo ordine di 231 unità venne cancellato.
F11F-1Pversione da fotoricognizione aerea destinata alla U.S. Navy, prevista ma non avviata alla produzione, ordine per 85 unità cancellato.
F11F-1F Super Tiger (G-98J)prototipo, variante bisonica del F11F-1 equipaggiata con un turbogetto General Electric J79-GE-3A, realizzato in due esemplari.

## Utilizzatori
Stati Uniti
- United States Navy
  - Blue Angels

### Pubblicazioni
- (EN)  Mike Spick. "The Iron Tigers". Air International, Vol. 40 No. 6, June 1991, pp. 313–320. ISSN 0306-5634 (WC · ACNP)